# Wankelmut
Wankelmut oder Unbeständigkeit bezeichnet die Unentschlossenheit einer Person.
Im Gegensatz zu Mut, Wagemut oder Beherztheit ist der Wankelmütige nicht fest entschlossen, sondern schwankt zwischen zwei oder mehr Möglichkeiten. Grund für ein wankelmütiges Verhalten kann zum Beispiel ein Dilemma sein, bei dem beide Wahlmöglichkeiten zu unerwünschten Resultaten führen oder einen negativen Nebeneffekt haben.
In einem anderen Bezug gebraucht, kann Wankelmut auch als das Gegenteil von Zuverlässigkeit benutzt werden, in dem Sinne, dass dem Wankelmütigen eine Charakterlosigkeit unterstellt wird. Die Unentschlossenheit beruht dann nicht auf der speziellen Situation, sondern auf einer Charaktereigenschaft, wie zum Beispiel in Richard Wagners Oper Das Liebesverbot deutlich wird: So sei’s! Für seinen feigen Wankelmut. oder wie in Johann Wolfgang von Goethes Götz von Berlichingen Adelheid über Weislingen äußert: Was seid denn ihr, um von Wankelmut zu sprechen? Ihr, die ihr selten seid, was ihr sein wollt, niemals, was ihr sein solltet.
Sprichwörtlich ist der Wankelmut des Glückes, der Fortuna, der Tyche.

## Wortherkunft
Der Begriff stammt von dem mittelhochdeutschen wanc = Schwanken, das mit dem Wort winken verwandt ist.